# Convento de Nuestra Señora del Rosario (Alicante)
El convento de Nuestra Señora del Rosario fue un convento de la orden de Predicadores (dominicos) situado en la ciudad de Alicante (España). Fundado en 1586, desarrolló su actividad religiosa y educativa durante más de dos siglos, hasta su definitiva supresión en 1835 con motivo de las desamortizaciones del siglo XIX.

## Historia
El convento fue fundado en 1586 en las afueras de la ciudad de Alicante por la orden de los dominicos. Poco tiempo después, la comunidad se trasladó a unas casas pertenecientes a la familia Baeza, donde se establecieron de forma definitiva. Su actividad principal fue la enseñanza, en consonancia con la tradición intelectual de la orden dominica.
En 1640, las casas adquiridas aún no habían sido reformadas para acoger las instalaciones propias de un convento, como el claustro y la iglesia. A lo largo del siglo XVII, se fueron llevando a cabo estas reformas, aunque no sin dificultades. Durante la guerra de sucesión española (1701–1714), el convento fue saqueado en el año 1706, lo que supuso una pérdida considerable de patrimonio. No obstante, en las décadas siguientes la comunidad se recuperó económicamente, y en 1764 se iniciaron obras de ampliación de la iglesia.
En el siglo XIX, los acontecimientos políticos y bélicos afectaron gravemente al convento. Durante la guerra de la Independencia española (1808–1814), sus instalaciones fueron utilizadas como hospital militar. Más tarde, durante el Trienio Liberal (1820–1823), fue cerrado temporalmente en aplicación de la ley sobre monasterios y conventos del 25 de octubre de 1820, que promovía la reducción de comunidades religiosas.
El 8 de mayo de 1823, la comunidad fue disuelta y sus miembros trasladados a Cádiz. Sin embargo, tras la restauración absolutista de Fernando VII, los frailes pudieron regresar y reanudar su actividad. Esta restauración fue efímera, ya que en 1835, como consecuencia de los decretos de exclaustración promulgados ese año, el convento fue suprimido de forma definitiva.
El solar que ocupaba el convento fue reutilizado tras su demolición para la creación del actual paseo de Campoamor, diseñado y construido en 1849.